# Konspiration 58
Konspiration 58 er navnet på en fiktiv konspirationsteori, der påstår, at VM i fodbold 1958 i Sverige aldrig har fundet sted, men i stedet var en fjernsyns- og radiobegivenhed, iscenesat af amerikanerne som led i den kolde krig.
Teorien bliver omtalt i det svenske fiktive dokumentarprogram Konspiration 58. En lang række såkaldte beviser bliver her fremlagt. F.eks. analyser af fjernsynsoptagelser af kampene, hvor man i baggrunden af optagelserne kan se bygninger, der – som det hævdes i dokumentaren – slet ikke ligger i Sverige. Desuden analyserer dokumentaren, hvordan skygger falder, og kommer således frem til, at lyset slet ikke kan falde på denne måde i Sverige (denne teknik er også blevet anvendt som argumentation hos foretalerne for konspirationsteorier om månelandingen, der hævder, at amerikanerne aldrig har været på månen).
Det skal understreges, at dokumentaren ikke handler om en virkelig konspirationsteori, men blot ønsker at demonstrere, hvordan man kan starte en konspirationsteori og manipulere med publikum. Det fremgår dog ikke af programmet, at der er tale om fiktion; kendte folk udtaler sig meget overbevisende om teorien, og det lades helt op til seeren at gennemskue, at der i virkeligheden er tale om fiktion.

## Eksterne sider
- Konspiration 58 på Internet Movie Database (engelsk)
- Konspiration 58 i Svensk Filmdatabas (svensk)
- Konspiration 58 på The Movie Database (engelsk)
- Konspiration 58 official website Arkiveret 26. juni 2006 hos  Wayback Machine
- Svensk TV's side om filmen